# Apocheiridium stannardi
Apocheiridium stannardi är en spindeldjursart som beskrevs av Clarence Clayton Hoff 1952. Apocheiridium stannardi ingår i släktet Apocheiridium och familjen dvärgklokrypare. Inga underarter finns listade i Catalogue of Life.